# Литвинець Михайло Іванович
Миха́йло Іва́нович Литвине́ць (нар. 29 листопада 1933) — український поет, перекладач. Народився на Житомирщині, у сім'ї військового. Навчався у Кладьківській середній школі на Чернігівщині. Випускник факультету французької мови Київського педагочіного інституту іноземних мов (1956), спеціаліст з французької. Дебютував 1950 віршами у періодиці. Працював редактором у видавництві «Молодь». Член Національної Спілки Письменників України (з 1964). Лауреат літературної премії імені Максима Рильського (1997). Перекладач з іспанської, португальської, французької, провансальської, польської та інших мов. Виступає також зі статтями та рецензіями. Першим переклав українською «Лузіади», португальську національну епопею XVI століття.

## Праці

### Вірші
- Збірка віршів для дітей «Зацвіли ромашки» (1959).
- Книга лірики «Добридень, люди!» (1960).
- Збірка поезій «Червоний грім» (1966).
- Віршований роман «Чуже весілля» (1966).
- Віршоване оповідання для дітей «Хатка на колесах» (1970).
- Збірка віршів «Терновий вогонь» (1974).

### Переклади
- повість бразильського прозаїка Дівса да Коста «Робота»,
- повість кубинського поета Хосе Марті «Згубна дружба»,
- романи Мігеля де Карріона «Грішниці» і «Сфінкс»,
- книга вибраної лірики нікарагуанського поета Рубена Даріо,
- Вільям Шекспір. Марні зусилля кохання / Перекл. з порт. М. Литвинця; // Вільям Шекспір. Зібрання творів у 6-ти томах. Том 2. К.: Дніпро, 1986. 624 с. — С.: 229-310. [Архівовано 18 вересня 2017 у Wayback Machine.] [Архівовано 18 вересня 2017 у Wayback Machine.]
- Камоенс, Луїс де. Лузіади: Поема [Архівовано 28 лютого 2019 у Wayback Machine.]. / Перекл. з порт. М. Литвинця; Передм. О. Гончара; Післям. О. Алексеєнко. — К.: Дніпро, 1987. — 447 с.
- твори П'єра-Жана Беранже, Віктора Гюго,
- збірки баскських, іспанських, італійських і португальських прислів'їв і приказок.

## Нагороди
- 1997: Премія імені Максима Рильського — за переклади «останніх років з іспанської, французької, провансальської, баскської, італійської, польської та інших мов («Лузіади» Л. де Камоенса, «Мірейо» Містраля, «Грішниці» та «Сфінкс» М. де Карріона, інші видання)».